# カトチキ
もしかして
- カトキチ

ではありませんか？